# Карл Саксонски (херцог на Курландия)
Карл Кристиан Йозеф Игнац Ойген Франц Ксавер Саксонски (на немски: Karl Christian Joseph Ignaz Eugen Franz Xaver von Sachsen; * 13 юли 1733 в Дрезден; † 16 юни 1796 в Дрезден) е принц от Саксония и Полша от фамилията на албертинските Ветини също херцог на Курландия и Семгалия от 1758 до 1763 г.
Той е син на крал Август III (1696 – 1763) и съпругата му ерцхерцогиня Мария Йозефа Австрийска (1699 – 1757), голямата дъщеря на император Йозеф I и съпругата му Вилхелмина Амалия фон Брауншвайг-Люнебург. 
Брат е на Фридрих Християн и Фридрих Август I, Мария Анна, съпруга на Максимилиан III Йозеф, курфюрст на Бавария.
През Седемгодишната война той бяга с голяма чат от фамилията му в Мюнхен.
Принц Карл от Полша и Саксония е избран през 1758 г. за херцог. Той пътува до Санкт Петербург, за да поиска съгласието на императрица Елисавета Петровна. На 29 март 1759 г. той пристига тържествено в резиденцията си в Митава. Той се забавлява с ядене и ловни празненства, което не се харесва на императрица Екатерина II и тя изпраща руска войска. През 1763 г. той трябва да напусне трона и се връща в Саксония.
Карл живее в Дрезден и умира на 16 юни 1796 г. на 62 години. Той е погребан в манастир Св. Мариенщерн при Паншвиц-Кукау при Мюлберг на Елба. Чрез дъщеря му той е прародител на италианските крале.

## Брак и потомство
∞ 21 март 1760 г. във Варшава тайно за Франциска Корвин-Красинска (* 9 март 1742; † 30 април 1796), дъщеря на граф Станислаус Корвин-Красински. Понеже Франциска произлиза от обикновеното полско благородие, бракът първо се смята за неподходящ и морганатичен. През юни 1775 г. император Йозеф II я издига на княгиня. Двамата имат две дъщери:
- Мария Терезия (*/† 1767)
- Мария Кристина Албертина Каролина (1770 – 1851), майка на бъдещия крал на Сардиния Карл Алберт; ∞ 1. 24 октомври 1797 в Торино за Карл Емануил Фердинанд Савойски, княз на Каринян (1770 – 1800); 2. 1 февруари 1816 в Париж за Жул-Максимилиен Тибо, княз на Монлеар (1787 – 1865)